# Stadio Rabobank IJmond
Lo Rabobank IJmond (in olandese Rabobank IJmond Stadion), già noto come TATA Steel Stadion e, in precedenza, come Schoonenberg Stadion, è uno stadio di calcio situato a Velsen, nei Paesi Bassi. Ospita le partite del Telstar.
Lo stadio è situato nella zona meridionale della città. È stato ufficialmente aperto il 27 marzo 1948, con un match tra club amatoriali locali, il CMS e il Wexford.
La capienza totale dello stadio è di 3 250 posti, con 400 posti riservati agli ospiti. 
Nella stagione 2009-2010 lo stadio fu denominato TATA Steel Stadion, in seguito alla sponsorizzazione da parte di Tata Group.